# Platysticta apicalis
Platysticta apicalis – gatunek ważki z rodziny Platystictidae. Endemit Sri Lanki.